# Yad Vashem

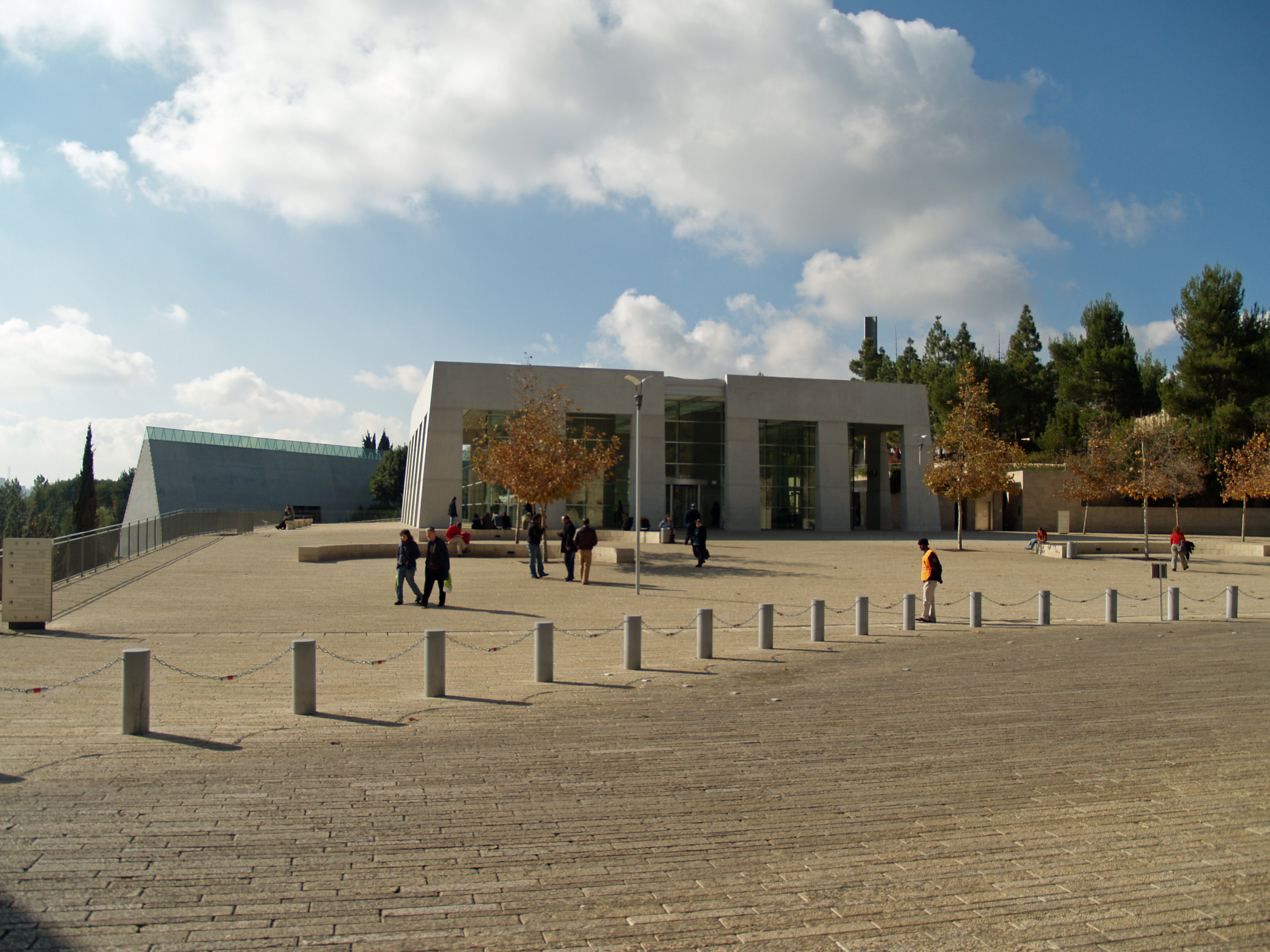
Yad Vashem

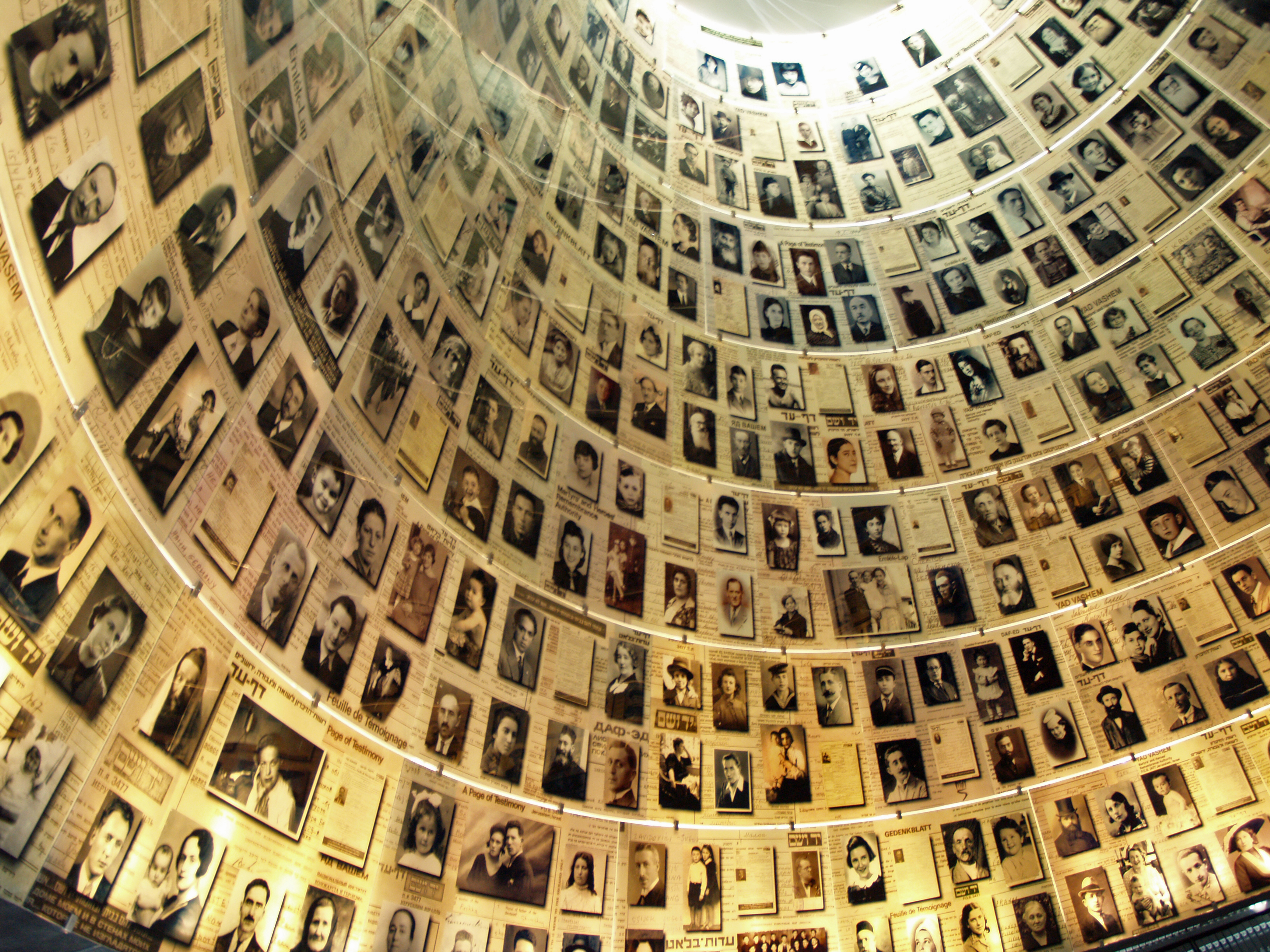
"The Hall of Names" i Yad Vashem.

Yad Vashem (hebreiska יד ושם) är en israelisk myndighet, vilken är landets monument-, arkiv- och forskningscentrum för "hågkomst av Förintelsens offer och hjältar". Den bildades genom beslut av Knesset 1953. Yad Vashem ligger på Har Hazikaron, Åminnelseberget, i Jerusalem. Vid institutionen ligger också De rättfärdigas trädgård.
I Yad Vashems arkiv finns omkring 62 miljoner dokument, tusentals fotografier, videor och nedtecknade vittnesmål från överlevande. Där finns också ett register över Förintelsens judiska offer som kan nås via internet. 
Yad Vashem ansvarar för utdelning av utmärkelsen Rättfärdig bland folken.
Namnet Yad Vashem kommer från Toran (Moseböckerna i Gamla Testamentet); Jesaja 56:5. ”De skall i mitt hus, inom mina murar, få ett namn, ett äreminne [”Yad Vashem”] ... ett evigt, oförgängligt namn skall jag ge dem.